# سانتیمانتالیسم

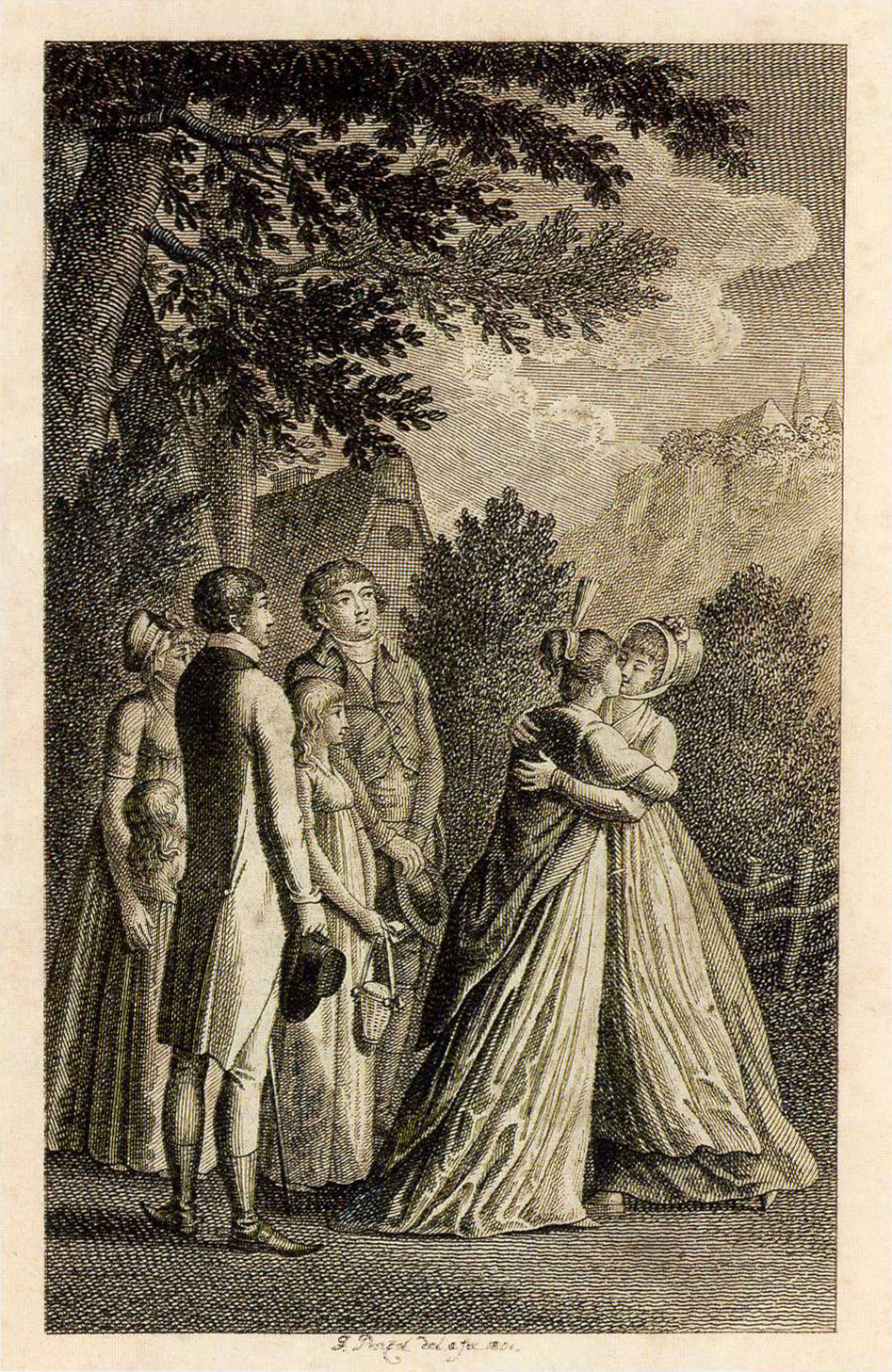
.....

سانتیمانتالیسم (به انگلیسی: Sentimentalism) یا احساساتی‌گری یا احساسات‌گرایی عبارت است از انتظار چنان واکنشی عاطفی از خواننده یا بیننده که با موقعیت موجود تناسبی نداشته باشد یا در آن اثر، زمینه لازم برای آن فراهم نشده باشد. سانتیمانتالیسم به‌معنای پیرو احساسات بودن و استدلال کردن بر طبق آن است. سانتیمانتالیسم در تقابل با عقل‌گرایی است.

## در فلسفه
از نظر فلسفی، سانتیمانتالیسم اغلب با عقل‌گرایی در تقابل است. در حالی که خردگرایی قرن ۱۸ خود را با توسعه ذهن تحلیلی به عنوان مبنایی برای دستیابی به حقیقت مطابقت می‌داد، سانتیمانتالیسم به توانایی ذاتی انسان در احساس و چگونگی این امر به حقیقت وابسته است. برای احساس‌گرایان، این ظرفیت در اخلاق (نظریه حس اخلاقی) مهم‌ترین بود. احساسات‌گرایان معتقد بودند جایی که عقل گرایان معتقد بودند اخلاق بر اساس اصول تحلیلی بنا شده‌است (به عنوان مثال امر مطلق)، این اصول را نمی‌توان به‌طور کافی در طبیعت تجربی انسانها - مانند مشاهده یک تصویر غم‌انگیز یا ابراز احساسات قوی از نظر جسمی، پایه‌گذاری کرد؛ بنابراین، نمی‌توان به یک نظریه اخلاقی درست دست یافت. با این حال، با توسعه حساسیت اخلاقی و تنظیم دقیق احساس، فرد می‌تواند با ساختن طبیعت ذاتی انسان، که هر شخص از آن برخوردار است، به یک نظریه اخلاقی سالم دسترسی پیدا کند؛ بنابراین، اغلب احساسات گرایان به مکاتب اومانیسم و شهودگرایی اخلاقی تجربی مربوط می‌شدند.